# Lejogaster tarsata
Lejogaster tarsata là một loài ruồi trong họ Ruồi giả ong (Syrphidae). Loài này được Megerle in Meigen mô tả khoa học đầu tiên năm 1822. Lejogaster tarsata phân bố ở vùng Cổ Bắc giới (Đan Mạch)